# James Colebrooke Patterson

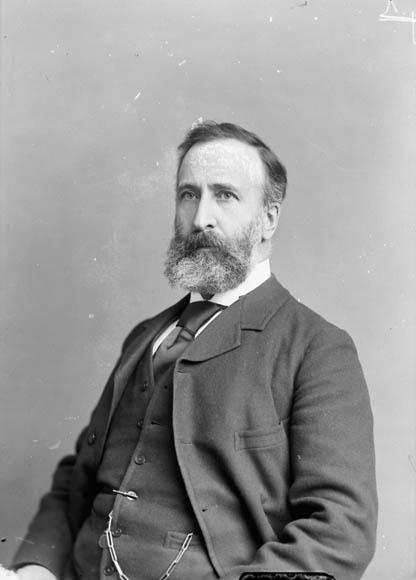
James C. Patterson

James Colebrooke Patterson, PC (* 1839 in Armagh, Irland; † 17. Februar 1929 in Ottawa) war ein kanadischer Politiker. Von 1892 bis 1895 war er als Minister in der Bundesregierung vertreten, anschließend war er bis 1900 Vizegouverneur der Provinz Manitoba.

## Biografie
Patterson ging in Dublin zur Schule und wanderte 1857 nach Kanada aus. Er arbeitete als Beamter und nahm später ein Rechtsstudium auf. 1876 erhielt er die Zulassung als Rechtsanwalt, woraufhin er in Windsor praktizierte. Zehn Jahre lang war er dort Mitglied des Stadtrates. Als Kandidat der Conservative Party of Ontario trat er 1875 zur Wahl der Legislativversammlung von Ontario an und siegte im Wahlbezirk Essex North.
Drei Jahre später gab Patterson seinen Rücktritt aus dem Provinzparlament bekannt, um für die Konservative Partei Kanadas zur Unterhauswahl 1878 anzutreten. Er setzte sich im Wahlbezirk Essex durch und unterstützte in den folgenden Jahren als Hinterbänkler die Bundesregierung von John Macdonald. Obwohl Patterson bei der Unterhauswahl 1891 unterlag, berief ihn Premierminister John Abbott im Januar 1892 in sein Kabinett. Als Staatssekretär war er für die Beziehungen zwischen Kanada und der britischen Regierung zuständig. Durch den Sieg bei einer Nachwahl zog er einen Monat später wieder ins Unterhaus ein.
Als John Thompson im Dezember 1892 Abbott als Premierminister ablöste, übernahm Patterson das Miliz- und Verteidigungsministerium. Er wollte die Verteidigungsfähigkeit Kanadas erhöhen und leitete den Bau von Festungsanlagen in der Marinebasis Esquimalt auf Vancouver Island. In der Regierung von Mackenzie Bowell behielt er seinen Ministerposten zunächst bei, bis er im März 1895 zurücktrat. Als Minister ohne Geschäftsbereich blieb er bis April 1896 weiterhin im Kabinett vertreten.
Generalgouverneur Lord Aberdeen vereidigte Patterson am 2. September 1895 als Vizegouverneur von Manitoba. Er gab sein Mandat im Unterhaus auf und übte dieses repräsentative Amt bis zum 10. Oktober 1900 aus. Als Herausgeber des Canadian Magazine strebte er danach, die Literaturszene des Landes zu fördern.